# Obična bukva
Obična bukva (europska bukva, fafarikula; lat. Fagus sylvatica) bjelogorično je drvo iz porodice Fagaceae, najrasprostranjenija šumska vrsta drveća u Hrvatskoj.

## Rasprostranjenost
Bukva raste na brdskim i planinskim položajima srednje, zapadne te jugoistočne Europe.
U Hrvatskoj je autohtona vrsta drveća. Raste na Macelju, Ivanščici, Medvednici, Papuku, Psunju, Žumberku, u Gorskom kotaru, na Dinari, Velebitu, Bilogori i Kalniku. U Jugoistočnoj se Europi nalazi oko 13 milijuna hektara bukovih šuma.
Iznad pojasa hrastovih šuma pa sve do 1200 m nadmorske visine, ostaje posljednji pojas listopadnog drveća u kojem najvažniju ulogu ima bukva. U nekim krajevima javlja se čak iznad pojasa četinarskih šuma na visinama 1800 – 2000 m. Bukva koja raste na toj visini naziva se pretplaninskom bukvom.
Od kraja posljednjeg ledenog doba, europska bukva se proširila iz nekoliko izoliranih utočišta u Alpama, Karpatima, Dinaridima, Mediteranu i Pirenejima u kratkom razdoblju od nekoliko tisuća godina u procesu koji još uvijek traje. Uspješna ekspanzija na cijelom kontinentu povezana je s prilagodljivošću stabla i tolerancijom na različite klimatske, geografske i fizičke uvjete. Bukove prašume je zajednički naziv za 94 lokaliteta zaštićenih drevnih bukovih šuma u 18 europskih zemalja koje je UNESCO upisao na popis mjesta svjetske baštine u Europi.

## Izgled
Naraste do 40 m visine. Debljina debla može biti i preko 1 m prsnog promjera. Krošnja je široko zaobljena.
Kora debla je siva, glatka i tanka. Pupovi su 2 cm dugi, vretenasti, otklonjeni od izbojka pod kutom od 45°. Srčika izbojka je trobrida. Lišće je eliptično, dugo 8 cm. Rub lista je valovit i fino trepavičasto dlakav. List bukve u mladosti je bogat vitaminom C. Cvjetovi su jednospolni u resastim, glavičastim cvatovima. Muški su u okruglim resama na dugoj stapki, ženski po dva cvijeta u kupuli, koja je obrasla končastim ljuskama.
Kupula ili zajednički ovoj, nastaje bujanjem cvjetne osi. Za cvjetanja kupula je sočna, poslije otvrdne i postane drvenasta, a njeni se listići pretvore u duge bodljike ili ljuske.
Bukva cvjeta iza listanja, u travnju ili svibnju. Muški i ženski cvjetovi su na ovogodišnjim izbojcima.
Po dva su ploda u kupuli, nazvana bukvice. Smeđi su, trokutasti, jestivi u nuždi. Dozrijevaju u rujnu ili početkom listopada, a otpadaju nakon prvih mrazeva u listopadu ili početkom studenoga. U 1 kg plodova ima 3600 do 6800 bukvica. Klijavost je kratkotrajna, oko 6 mjeseci, a iznosi prosječno oko 35 %.
Zrela kupula puca na 4 dijela. Bukvica ima dvije mesnate, bubrežaste supke. Prvi listovi su nasuprotni.
Bukva se oprašuje vjetrom. Punim urodom rađa svake 7. do 12. godine. Počinje imati plodove u starosti od 40 do 50 godina.

## Ekološka svojstva
Bukove šume dolaze na svim matičnim supstratima (bazofilni, neutrofilni, acidofilni). Podnosi zasjenu najbolje od listopadnog drveća.
Ponik je osjetljiviji na mraz i jako sunce.
Kora je tanka, pa je osjetljiva na naglo osvjetljenje.
Dobro se zakorijenjuje, korijen se odlično prilagođuje uvjetima na terenu, otporna je na vjetrove. Traži svježa tla.

## Ljekovitost i jestivost
Bukva spada i u ljekovito bilje. Koristi se kora mladih grana te katran dobiven suhom destilacijom grančica. Sasvim mladi listovi mogu se jesti u sirovom ili prokuhanom stanju. Jestivi su i prženi plodovi iz kojih se može dobiti kvalitetno jestivo ulje (bukvice sadrže oko 36 % ulja).

## Fitocenologija (biljne zajednice)
- Šuma bukve s bijelim šašem (As. Carici albae-Fagetum ),
- Šuma bukve s dlakavim šašem (As. Carici pilosae-Fagetum),
- Šuma bukve s lazarkinjom (As. Asperulo odoratae-Fagetum),
- Šuma bukve s bjelkastom bekicom (As. Luzulo-Fagetum),
- Šuma bukve s rebračom (As. Blechno-Fagetum),
- Šuma bukve i širokolisne grašolike (As. Vicio oroboidi-Fagetum),
- Šuma bukve s velikom mrtvom koprivom (As. Lamio orvalae-Fagetum),
- Šuma bukve i crnog graba (As. Ostryo-Fagetum),
- Šuma bukve sa širokolisnim gladcem (As. Laserpitio-Fagetum),
- Primorska bukova šuma s jesenskom šašikom (As. Seslerio autumnalis-Fagetum),
- Šuma bukve s risjem (As. Erico-Fagetum),
- Pretplaninska šuma bukve s planinskim divokozjakom (As. Doronico columnae-Fagetum),
- Pretplaninska šuma bukve i gorskog javora (As. Polysticho lonchitis-Fagetum),
- Pretplaninska šuma bukve s planinskim žabnjakom (As. Ranunculo platanifolii-Fagetum),
- Panonska bukovo-jelova šuma (As.Festuco drymeiae-Abietetum),
- Dinarska bukovo-jelova šuma (As. Omphalodo-Fagetum)

## Poveznice
- Karpatske bukove prašume